# Gould (Familienname)
Gould ist ein englischer Familienname.

## Namensträger

### A
- Alexander Gould (* 1994), US-amerikanischer Schauspieler und Synchronsprecher
- Alice Bache Gould (1868–1953), US-amerikanische Mathematikerin und Historikerin
- Arthur Gould-Porter (1905–1987), britisch-US-amerikanischer Schauspieler
- Arthur Corbin Gould (1850–1903), amerikanischer Sportschütze, Waffenexperte und Autor
- Arthur Gould (Rugbyspieler) (1864–1919), walisischer Rugbyspieler
- Arthur R. Gould (1857–1946), US-amerikanischer Politiker und Unternehmer
- Ashley Mulgrave Gould (1859–1921), US-amerikanischer Jurist und Politiker
- Augustus Addison Gould (1805–1866), amerikanischer Zoologe

### B
- Barbara Ayrton-Gould (1886–1950), englisch-britische Suffragette, Politikerin und Mitglied des House of Commons (Labour)
- Benjamin Apthorp Gould (1824–1896), US-amerikanischer Astronom
- Billy Gould (* 1963), US-amerikanischer Musiker und Produzent
- Bob Gould (Rugbyspieler) (Robert Gould; 1863–1931), walisischer Rugby-Union-Spieler
- Bob Gould (Aktivist) (Robert Stephen Gould; 1937–2011), australischer Buchhändler und Friedensaktivist
- Bobby Gould (Fußballspieler) (Robert Hewitt Gould; * 1946), englischer Fußballspieler und -trainer
- Bobby Gould (Eishockeyspieler) (Robert Alexander Gould; * 1957), kanadischer Eishockeyspieler, -trainer und -funktionär
- Bryan Gould (* 1939), britischer Politiker

### C
- Chad Gould (* 1982), philippinischer Fußballspieler
- Charles Gould (1847–1917), US-amerikanischer Baseballspieler
- Chester Gould (1900–1985), US-amerikanischer Comiczeichner

### D
- Dana Gould (* 1964), US-amerikanischer Komiker und Schauspieler
- Dave Gould (1899–1969), ungarisch-US-amerikanischer Choreograf und Regisseur

### E
- Edward Gould (Radsportler), britischer Radsportler
- Edward Gould (Golfspieler) (1874–1937), US-amerikanischer Golfspieler
- Edward Sherman Gould (1808–1885), US-amerikanischer Autor, Übersetzer und Kritiker
- Edward Wyatt Gould (1879–1960), walisischer Rugby-Union-Spieler, siehe Wyatt Gould
- Edwin Gould (* 1933), US-amerikanischer Ökologe und Zoologe
- Elizabeth Gould (Illustratorin) (1804–1841), englische Illustratorin
- Elizabeth Gould (Neurowissenschaftlerin) (* 1962), US-amerikanische Neurowissenschaftlerin und Psychologin
- Elliott Gould (* 1938), US-amerikanischer Schauspieler

### F
- Frank Jay Gould (1877–1956), US-amerikanischer Unternehmer und Philanthrop
- Frank Walton Gould (1913–1981), US-amerikanischer Botaniker

### G
- George D. Gould (George Sumner Bradford Dana Gould; 1927–2022), US-amerikanischer Finanzinvestor und Verwaltungsbeamter
- George Jay Gould I (1864–1923), US-amerikanischer Unternehmer und Investor
- George Jay Gould II (1896–1963), US-amerikanischer Anwalt und Manager
- George M. Gould (George Milbry Gould; 1848–1922), US-amerikanischer Arzt und Lexikograf
- Georgia Gould (* 1980), US-amerikanische Radrennfahrerin
- Glenn Gould (1932–1982), kanadischer Pianist, Komponist, Autor und Dirigent
- Gordon Gould (1920–2005), US-amerikanischer Physiker

### H
- Hannah Flagg Gould (1789–1865), US-amerikanische Dichterin
- Harold Gould (1923–2010), US-amerikanischer Schauspieler
- Helen Vivien Gould (1893–1931), US-amerikanische Baroness
- Henry W. Gould (* 1928), US-amerikanischer Mathematiker
- Herman D. Gould (1799–1852), US-amerikanischer Politiker
- Horace Gould (1921–1968), britischer Automobilrennfahrer

### J
- Jack Gould (1914–1993), US-amerikanischer Journalist und Filmkritiker
- James Gould (Politiker, 1593) (1593–1676), englischer Politiker
- James Gould (Politiker, 1625) (1625–1707), englischer Politiker
- James Gould (Jurist) (1770–1838), US-amerikanischer Jurist und Hochschullehrer
- James Gould (Ruderer) (1914–1997), neuseeländischer Rudersportler
- James C. Gould (* 1945), US-amerikanischer Ordensgeistlicher und Apostolischer Präfekt
- James Childs Gould (1882–1944), englischer Politiker
- James L. Gould (* 1945), US-amerikanischer Verhaltensforscher und Evolutionsbiologe
- James Nutcombe Gould (1849–1899), englischer Theaterschauspieler
- James P. Gould (1923–1998), US-amerikanischer Geotechniker
- Janice Gould (* 1949), US-amerikanische Künstlerin
- Jason Gould (* 1966), US-amerikanischer Schauspieler
- Jay Gould (1836–1892), US-amerikanischer Investor und Unternehmer
- Jay Gould II (1888–1935), US-amerikanischer Sportler
- Jay M. Gould (1915–2005), US-amerikanischer Ökonom, Statistiker und Epidemiologe
- Joan Gould (1927–2022), US-amerikanische Journalistin und Schriftstellerin
- Jocelyn Gould (* ≈1995), kanadische Jazzmusikerin
- Joe Gould (1889–1957), US-amerikanischer Autor und Stadtstreicher
- John Gould (1804–1881), britischer Ornithologe und Tiermaler
- John Gould (Eishockeyspieler) (John Milton Gould; * 1949), kanadischer Eishockeyspieler
- John Gould (Schriftsteller), kanadischer Schriftsteller
- John Gould (Drehbuchautor) († 1974), britischer Drehbuchautor
- Jonathan Gould (* 1968), schottischer Fußballtorhüter und -trainer
- Joseph Gould (1915–1993), US-amerikanischer Gewerkschafter
- Joyce Gould, Baroness Gould of Potternewton (* 1932), britische Pharmazeutin, Gewerkschafterin und Politikerin

### K
- Kelly Gould (* 1999), US-amerikanische Schauspielerin
- Kenneth Gould (* 1967), US-amerikanischer Boxer

### L
- Laurence McKinley Gould (1896–1995), US-amerikanischer Geologe, Geograph und Polarforscher
- Larry Gould (Lawrence Stephen Gould; * 1952), kanadischer Eishockeyspieler
- Lois Gould (1931–2002), US-amerikanische Schriftstellerin

### M
- Marissa Gould (* 1980), US-amerikanische Tennisspielerin
- Martin Gould (* 1981), englischer Snookerspieler
- Megan Gould, US-amerikanische Geigerin
- Michael C. Gould (* 1953), pensionierter Generalleutnant der US Air Force
- Morgan Gould (* 1983), südafrikanischer Fußballspieler
- Morton Gould (1913–1996), US-amerikanischer Komponist, Dirigent und Pianist

### N
- Nolan Gould (* 1998), US-amerikanischer Schauspieler
- Norman J. Gould (1877–1964), US-amerikanischer Politiker

### P
- Peter Gould (Geograph) (1932–2000), britisch-US-amerikanischer Geograph
- Peter Gould, US-amerikanischer Drehbuchautor, Regisseur und Fernsehproduzent
- Philip Gould, Baron Gould of Brookwood (1950–2011), britischer Politiker (Labour Party)

### R
- Rachel Gould (* 1953), US-amerikanische Sängerin
- Richard A. Gould (1939–2020), US-amerikanischer Anthropologe und Archäologe
- Robbie Gould (* 1982), US-amerikanischer American-Football-Spieler
- Robert Gould (Dichter) (um 1660–um 1709), englischer Dichter und Librettist
- Robert Gould (Szenenbildner), US-amerikanischer Szenenbildner
- Robert Gould (Schauspieler), Schauspieler und Produzent
- Rodney Gould (1943–2024), britischer Motorradrennfahrer
- Roger Gould (* 1962), US-amerikanischer Filmregisseur
- Ronald M. Gould (* 1946), US-amerikanischer Jurist
- Roy W. Gould (1927–2022), US-amerikanischer Physiker
- Rupert Thomas Gould (1890–1948), englischer Marineoffizier, Uhrmacher und Rundfunksprecher

### S
- Sabine Baring-Gould (1834–1924), britischer Priester
- Samuel W. Gould (1852–1935), US-amerikanischer Politiker
- Shane Gould (* 1956), australische Schwimmerin
- Stephen Gould (Sänger) (1962–2023), US-amerikanischer Opernsänger (Tenor)
- Stephen Jay Gould (1941–2002), US-amerikanischer Paläontologe und Geologe
- Steven Gould (* 1955), US-amerikanischer Schriftsteller und Lehrer

### T
- Thomas Gould (Baptist) (um 1619–1675), US-amerikanischer Pfarrer
- Thomas Gould (Geistlicher) (1657–1734), irischer katholischer Theologe
- Thomas Gould (Kricketspieler) (1863–1948), englischer Kricketspieler
- Thomas Gould (Politiker), irischer Sinn-Féin-Politiker
- Thomas Gould (Geiger) (* 1983), englischer Violinist
- Thomas Ridgeway Gould (1818–1881), US-amerikanischer Bildhauer
- Thomas William Gould (1914–2001), englischer Marineoffizier, Träger des Viktoria-Kreuzes

### V
- Victor Gould (* um 1980), US-amerikanischer Jazzmusiker

### W
- Wayne Gould (* 1945), neuseeländischer Richter und Verbreiter des Sudokus
- William Gould (Schauspieler) (1886–1969),  US-amerikanischer Schauspieler
- William David Gould (* 1963), US-amerikanischer Musiker und Produzent, siehe Billy Gould
- William S. Baring-Gould (1913–1967), Herausgeber und Kommentator
- Wyatt Gould (Edward Wyatt Gould; 1879–1960), walisischer Rugby-Union-Spieler